# Смирнитский, Валентин Георгиевич
Валенти́н Гео́ргиевич Смирни́тский (род. 10 июня 1944, Москва, СССР) — советский и российский актёр театра и кино; народный артист Российской Федерации (2005).

## Биография
Родился 10 июня 1944 года в Москве. Отец — Георгий Иванович — был главным редактором Центральной студии документальных фильмов, мать работала в сфере кинопроката. Был исключён из средней школы за драку с дежурным и заканчивал обучение в вечерней школе, работая почтальоном.
В 1965 году окончил Театральное училище им. Б. Щукина (курс В. К. Львовой).

### Театр
После окончания училища был приглашён в три московских театра и один ленинградский — Театр имени Ленсовета. Смирнитский выбрал Московский театр имени Ленинского комсомола (с 1991 года — «Ленком»), которым в то время руководил Анатолий Эфрос. На сцене этого театра Смирнитский дебютировал в роли Треплева в спектакле «Чайка» по одноимённой пьесе А. Чехова. Затем последовали роли в других спектаклях — Андрей Прозоров в «Трёх сестрах», мольеровский Дон Жуан, Кассио в «Отелло», Меркуцио в «Ромео и Джульетте», Кочкарёв в «Женитьбе».
В начале 1967 года Эфрос был отстранён от руководства театром и переведён в Театр на Малой Бронной, но уже не главным, а штатным режиссёром. Вместе с Эфросом в этот театр перешли ещё двенадцать актёров из «Ленкома», в числе которых был и Смирнитский. Он работал в этом театре до 1985 года. С 1989 по 1993 год — играл в театре «Детектив» у Василия Ливанова. В 1999 году перешёл в Театр Луны под управлением Сергея Проханова, где сыграл в спектаклях «Путешествие дилетантов» (роль российского императора Николая I) и «Ночь нежна». В 2004 году он оставил Театр Луны и с тех пор играет только лишь в антрепризах — «LA’Театре», в независимой антрепризе Юрия Малакянца и других.

### Кино
В кино дебютировал, будучи студентом театрального училища: сначала в 1963 году он снялся в картине «Я шагаю по Москве» в эпизодической роли военнослужащего, а затем 1965 году последовали уже более заметные работы в фильмах «Последний месяц осени» и «Двое». Известность пришла к актёру, когда он сыграл в нескольких популярных картинах — «Королевская регата», в комедии Евгения Карелова «Семь стариков и одна девушка», в спортивной ленте Виктора Садовского «Удар! Ещё удар!», в военно-приключенческих фильмах «Щит и меч» и «Адъютант его превосходительства».
В то время был чрезвычайно востребован в кино. Он был уже кумиром многомиллионных зрителей Советского Союза (в конце 1960-х — начале 1970-х годов многие даже об Андрее Миронове говорили, что этот молодой актёр похож на Валентина Смирнитского), когда в 1978 году режиссёр Георгий Юнгвальд-Хилькевич пригласил его на роль Портоса в свой музыкальный телефильм «Д’Артаньян и три мушкетёра». Фильм оказался для актёра самым звёздным, он популярен до сих пор, и для многих телезрителей Валентин Смирнитский навсегда остался бравым Портосом. За период тех съёмок актёры, исполнявшие роли мушкетёров, очень сдружились на долгие годы. После выхода на экраны «Мушкетёров» Георгий Юнгвальд-Хилькевич пригласил Валентина Смирнитского и Михаила Боярского в свою следующую картину — музыкально-производственную комедию «Куда он денется!» (1981), но, несмотря на хороший актёрский ансамбль и музыкальные номера Максима Дунаевского, эта работа не имела большого успеха.
В 1980-е годы актёр продолжал активно сниматься, однако главных ролей на его счету немного. Как в одном из интервью сказал сам Смирнитский, было мало интересных работ. Одной из удач для него стал фильм Ю. П. Егорова «Отцы и деды» (1982). В числе других заметных картин можно назвать фильмы «Прохиндиада, или Бег на месте» (1984), «Артистка из Грибова» (1988) и «Визит дамы» (1989).
Смирнитский вернулся к образу Портоса в телефильмах «Мушкетёры двадцать лет спустя» (1992) и «Тайна королевы Анны, или Мушкетёры тридцать лет спустя» (1993), а в 2007 году сыграл полюбившегося зрителям мушкетёра в завершающей киноэпопею картине — «Возвращение мушкетёров, или Сокровища кардинала Мазарини».
Тем не менее, на протяжении 1990-х годов актёр практически не снимался вследствие сложной ситуации с отечественным кинематографом в то время, и основным делом для него стал дубляж иностранных фильмов, мультфильмов и телесериалов, чем Смирнитский раньше занимался только периодически. Несколько раз он озвучивал Портоса в различных зарубежных экранизациях «Трёх мушкетёров», наиболее известная — фильм 1998 года «Человек в железной маске» (роль Жерара Депардьё). После 2004 года актёр прекратил работу в дубляже из-за возникших проблем со зрением.
Позже стал сниматься в основном в телесериалах.
В октябре 2018 года Валентин Смирнитский снялся в пятисерийном документальном фильме «Пока ещё мы вместе, или Мушкетёры сорок лет спустя» (режиссёр Вячеслав Каминский, автор сценария Максим Фёдоров), посвящённом созданию картин Георгия Юнгвальд-Хилькевича. Премьера фильма состоялась 14 февраля 2020 года в Белом зале Центрального Дома кино

## Семья
Отец — Георгий Смирнитский (1905—1964), советский киносценарист.
Сестра — Мария Смирнитская
- Первая жена (с 1973 года по 1974 год) — Людмила  Пашкова (1942—2021), актриса[9].
- Вторая жена (с 1974 по 1980 год) — Ирина Смирнитская (Коваленко) (1941—1997), переводчица[9]
  - Сын — Иван Смирнитский (1974—2000)[9][16].
- Третья жена — Елена Григорьевна Шапорина (род. 7 июня 1937), экономист[9]
- Четвёртая жена (с 2004 года) — Лидия Николаевна Рябцева, в девичестве Садекова (род. 1958), зам. директора «Театра Луны» до 2004 года[9][17][18][19].

## Роли в театре и кино

### Московский театр имени Ленинского комсомола
- «Чайка» — Константин Гаврилович Треплев
- «Три сестры» — Андрей Сергеевич Прозоров
- «Отелло» — Кассио
- «Ромео и Джульетта» — Меркуццио
- «Женитьба» — Илья Фомич Кочкарёв[1]

### Театр на Малой Бронной
- «Три сестры» — Андрей Прозоров
- «Отелло» — Кассио
- «Ромео и Джульетта» — Меркуцио
- «Женитьба» — Кочкарёв
- «Дон Жуан» — Дон Жуан[20]

### Театр Луны
- «Путешествие дилетантов» — император Николай I
- «Ночь нежна» — Девре Уоррен[21]

### Антрепризные спектакли
LA’Театр (Москва):
- «Безымянная звезда» (М. Себастьяна) — Григ (реж. — Ольга Анохина)
- «Эти свободные бабочки» (Л. Герша) — Ральф Остин (постановка — Андрей Житинкин)
- «Слухи» (Н. Саймон) — Эрни Кьюзак (постановка В. Ф. Дубровицкого)[21][22]

### Роли в кино и телесериалах
- 1963 — Я шагаю по Москве — военный в отделе грампластинок
- 1965 — Двое — Сергей
- 1965 — Последний месяц осени — Серафим
- 1966 — Королевская регата — Вася
- 1968 — Семь стариков и одна девушка — Володя
- 1968 — Удар! Ещё удар! — Сергей Таманцев
- 1968 — Щит и меч — курсант немецкой разведшколы «Фаза»
- 1969 — Адъютант его превосходительства — Ростовцев
- 1970 — Денискины рассказы — отец Дениски
- 1970 — Спокойный день в конце войны — немец
- 1971 — Дорога на Рюбецаль — Бельчик (роль озвучил Олег Даль)
- 1971 — Следствие ведут ЗнаТоКи. Повинную голову… — Маслов
- 1972 — Преждевременный человек — Борис Ладыгин
- 1973 — Остановите Потапова! — Потапов
- 1974 — Первый снег
- 1976 — Приключения Нуки — Валя Григорьев, папа Алёши
- 1978 — Д’Артаньян и три мушкетёра — Портос
- 1978 — Пятое время года
- 1980 — Однажды двадцать лет спустя — Коля
- 1981 — Куда он денется! — Андрей
- 1981 — Личная жизнь директора — Вадим Черепанов
- 1982 — Этюд для домино с роялем (к/м) — доминошник
- 1982 — Отцы и деды — отец Луков
- 1982 — Шурочка — Владимир Ефимович Николаев
- 1983 — Комета — Чернов
- 1984 — Предел возможного — Семён Куликов
- 1984 — Прохиндиада, или Бег на месте — Олег Арбатов
- 1984 — Третий в пятом ряду — фотограф
- 1984 — Медный ангел — Владислав
- 1985 — Искренне Ваш… — посетитель в ресторане
- 1985 — Набат на рассвете — Серебряков, учёный
- 1985 — Прыжок
- 1985 — Лиха беда начало — Павел Фёдорович
- 1986 — Тихое следствие — инженер (роль озвучил Сергей Паршин)
- 1987 — Визит к Минотавру — Содомский
- 1987 — Поражение — Николай Николаевич Возницын
- 1987 — Разорванный круг — Смирнов
- 1987 — Старая азбука — барин
- 1987 — Кувырок через голову — хозяин кошки Пенелопы
- 1988 — Артистка из Грибова — Артамонов
- 1988 — Аэлита, не приставай к мужчинам — Апокин
- 1988 — Происшествие в Утиноозёрске — помощник директора химкомбината
- 1988 — Вам что, наша власть не нравится?! — Иван (роль озвучил Вадим Андреев)
- 1988 — Радости земные — эпизод
- 1989 — Я в полном порядке — Кока
- 1989 — Вход в лабиринт — Окунь (роль озвучил Юрий Саранцев)
- 1989 — Визит дамы — доктор
- 1990 — Система «Ниппель» — Вова
- 1990 — Последняя осень — подполковник Кравцов
- 1991 — Вербовщик — Михаил Иванович Егоров
- 1991 — Щен из созвездия Гончих Псов — редактор
- 1992 — Мушкетёры двадцать лет спустя — Портос
- 1993 — Дети чугунных богов — Филипп Ильич
- 1993 — Тайна королевы Анны, или Мушкетёры тридцать лет спустя — Портос
- 1993 — Скандал в нашем Клошгороде — бывший министр
- 1993 — Провинциальный бенефис
- 1996 — Волшебное кресло (короткометражка)
- 1997 — Аферы, музыка, любовь — Стив
- 1997 — Дон Кихот возвращается — падре Перес
- 1999 — Любовь зла — отец Семёнова
- 2000 — Лицо французской национальности — милиционер
- 2000 — Марш Турецкого — Виталий Федорович Проскурец, компаньон Волкова
- 2001 — С новым счастьем! 2. Поцелуй на морозе — Лев
- 2001 — Курортный роман — Владислав
- 2002 — Всё, что ты любишь — Всеволод Эмильевич Оболенский
- 2002 — Дронго — депутат Лазарев
- 2002 — Кодекс чести — Назаров
- 2002 — Провинциалы — ректор
- 2002 — Светские хроники — Виталий Витальевич
- 2003 — Тайны дворцовых переворотов — Вестфален
- 2003 — Вокзал — полковник Тимошевский
- 2003 — 2005 — Дружная семейка — полковник милиции
- 2003 — Пан или пропал — Новицкий
- 2003 — Сыщик без лицензии — Халупович
- 2003 — 2005 — Оперативный псевдоним — Павел Золотарёв, генерал
- 2003 — Театральный роман — Иван Александрович Полторацкий
- 2003 — Невеста по почте / Mail Order Bride (Италия-США-РФ) — картёжник
- 2003 — Чёрная метка — помощник Гейдара Алиева
- 2004 — Искушение Титаника — губернатор
- 2004 — Красная капелла — интендант
- 2004 — Парни из стали — Уваров
- 2004 — Я тебя люблю — Сергей Сигизмундович Яновский
- 2005 — Жених для Барби — Николай Сидоркин
- 2005 — Звезда эпохи — Алексей Дикий
- 2005 — Исцеление любовью — Павел Фёдорович
- 2005 — Мастер и Маргарита — Аркадий Аполлонович Семплеяров, председатель акустической комиссии
- 2005 — Мой личный враг — Владимир Георгиевич Терёхин, отец Виктории
- 2005 — Мошенники — генерал
- 2005 — Умножающий печаль — Николай Иванович Павлюченко
- 2005 — 2006 — Люба, дети и завод — Аркадий, отец Ромы
- 2006 — Сумасшедший день — режиссёр фильма
- 2006 — Чего хочет женщина — режиссёр фильма
- 2006 — Городской романс — Роман Викторович Шматов
- 2006 — Неверность — Минин
- 2006 — Охотник — Андрей
- 2006 — У. Е. — Пачевский
- 2006 — Бешеные деньги — режиссёр фильма
- 2006 — 2007 — Расплата за грехи — Роман Викторович Шматов
- 2007 — Неуловимая четвёрка — генерал
- 2007 — Возвращение мушкетёров, или Сокровища кардинала Мазарини — Портос
- 2008 — 2009 — Две сестры — Анатолий Ильич
- 2008 — Жизнь, которой не было — Каштанов, друг Александра Гусева
- 2009 — Детективное агентство «Иван да Марья» — Геннадий Тимофеевич Харитонов
- 2009 — Золото скифов — Олег Евгеньевич
- 2009 — Любовь — не то, что кажется — Алексей Сергеевич Князев
- 2009 — Пуля-дура-3 — Василий Иванович
- 2009 — 2014 — Пассажир из Сан-Франциско —
- 2009 — 2010 — Папины дочки — Михаил Казимирович Антонов
- 2010 — Дело Крапивиных — Микулёнок
- 2010 — Земский доктор — Константин, брачный аферист
- 2010 — Последняя встреча — Леонид Ильич Брежнев
- 2011 — Беременный — отец Сергея Добролюбова
- 2011 — Каменская 6 — Дорошин, оперный певец, отец Игоря
- 2011 — Краткий курс счастливой жизни — Илья Ильич
- 2011 — Папаши — Пётр Андреевич
- 2011 — Проездной билет — Поздняков
- 2011 — Самый лучший фильм 3-ДЭ — Эдуард Рыков
- 2012 — Джентльмены, удачи! — отец Ирины Славиной, генерал МВД
- 2013 — Легенда № 17 — председатель
- 2013 — Мама-детектив (8 серия) — Фёдор Олегович
- 2013 — Повороты судьбы — Вячеслав Владимирович Коляда
- 2013 — Синдром недосказанности — Юрий Фёдорович Ивашов
- 2013 — Трое в Коми — Антон
- 2014 — Царевна Лягушкина — отец Василия
- 2014 — Аз воздам — Аркадий Александрович Светин, мэр
- 2014 — Домик у реки — Михаил Николаевич
- 2014 — Кураж — Михаил Андреевич
- 2014 — Курортная полиция — Пётр Сергеевич
- 2014 — Поиски улик — генерал
- 2014 — Чиста вода у истока — Андрей Сергеевич
- 2015 — Весеннее обострение — дедушка Тони
- 2015 — Идеальная жертва — Виктор Васильевич Сердюк
- 2015 — Петля Нестерова — Леонид Брежнев
- 2015 — Тайна кумира — Славский
- 2016 — Таинственная страсть — Борис Николаевич
- 2016 — Любовь вне конкурса — Пал Палыч
- 2016 — Мавр сделал своё дело — Лев Семёнович Костолевский
- 2016 — Стооднолетний старик, который не заплатил и исчез / Hundraettåringen som smet från notan och försvann — Леонид Брежнев
- 2017 — Серебряный бор — Родион Решетников
- 2018 — Любовь по найму — Геннадий Борисович, отец Антона
- 2019 — Девять жизней (телесериал) — криминальный бизнесмен
- 2021 — Казнь — генерал
- 2024 — 20/22 — Георгий Валентинович, декан журфака МГУ

### Киножурнал «Фитиль»
- 1968 — Выпуск № 76 (новелла «Грош цена») — скупой ухажёр
- 1988 — Выпуск № 311 (новелла «Кроссовки со страховкой») — мужчина на пробежке
- 1988 — Выпуск № 315 (новелла «Ловушка») — Александр Анатольевич
- 1989 — Выпуск № 328 (новелла «Знай наших») — начальник
- 1990 — Выпуск № 333 (новелла «Кормилец») — Василий Петрович
- 1992 — Выпуск № 364 (новелла «Ва-банк») — очередник в банке
- 2001 — Выпуск № 413 (новелла «От всей души!») — чиновник
- 2004 — Выпуск № 22[уточнить] (новелла «Государственный подход») — Василий Сергеевич, чиновник

### Киножурнал «Ералаш»
- 1989 — Выпуск № 72 (сюжет «Сегодня в мире»)[23] — папа Коли
- 1989 — Выпуск № 77 (сюжет «Интриган»)[24] — папа ученика
- 1991 — Выпуск № 88 (сюжет «Влип»)[25] — стоматолог (в титрах — В. Смирницкий)
- 2005 — Выпуск № 180 (сюжет «Вверх тормашками»)[26] — Николай Петрович, учитель геометрии

### Телеспектакли
- 1970 — Борис Годунов. Сцены из трагедии — Курбский
- 1971 — Что делать? — Сторешников
- 1972 — Моби Дик — Измаил
- 1973 — В номерах — Кикин
- 1975 — Шагреневая кожа — эпизод
- 1977 — Любовь Яровая — Кузьма Ильич Костюмов каптенармус обоза 2-го разряда
- 1977 — Рассказ от первого лица — Евгений Александрович
- 1979 — Дачная жизнь — спутник Маши художник-жанрист
- 2004 — Медная бабушка — Соболевский

## Дубляж и закадровое озвучивание

### Фильмы
- 1974 — Воздушный мост — Геги (Мераб Джафаридзе)[27]
- 1990 — Красивая жизнь — Спенсер Барнс (Чарлз Гродин) (дубляж фирмы «СВ-Дубль» по заказу ВГТРК, 1996 г.)[27]
- 1997 — Анаконда — Пол Сарон (Джон Войт) (дубляж объединения «Мосфильм-мастер», 1997 г.)[28]
- 1997 — Пятый элемент — генерал Манро (Брайон Джеймс) (дубляж фирмы «СВ-Дубль» по заказу кинокомпании «НТВ-Профит», 1997 г.)[27][29]
- 1997 — Адвокат дьявола — Эдди Барзун (Джеффри Джонс) (дубляж киностудии им. Горького по заказу кинокомпании «Кармен-Премьер», 1998 г.)[27]
- 1997 — Шакал — заместитель директора ФБР Картер Престон (Сидни Пуатье) (дубляж объединения «Мосфильм-Мастер» по заказу компании «Ист-Вест», 1998 г.)[28]
- 1998 — Большой Лебовски — чувак (дюдя) Лебовски (Джефф Бриджес) (дубляж объединения «Мосфильм-Мастер» по заказу компании «Каравелла DDC», 1998 г.)[27][30]
- 1998 — Человек в железной маске — Портос (Жерар Депардьё) (дубляж объединения «Мосфильм-Мастер» по заказу компании «Ист-Вест», 1998 г.)[14][28][29][30][31][32][33][34]
- 1998 — Знакомьтесь, Джо Блэк — Куинс (Джеффри Тэмбор) (дубляж творческого содружества «Ист-Вест», 1998 г.)[29]
- 2000 — Гладиатор — Марк Аврелий (Ричард Харрис) (дубляж объединения «Мосфильм-Мастер», 2000 г.)[32]
- 2001 — Дневник Бриджит Джонс — отец Бриджит (Джим Бродбент) (дубляж творческого содружества «Ист-Вест», 2001 г.)[27]
- 2004 — Троя — Нестор (Джон Шрэпнел[англ.]) (дубляж объединения «Мосфильм-Мастер» по заказу компании «Каро-премьер», 2004 г.)[31][32]

### Мультфильмы и мультсериалы
- 1940 — Приключения Вуди и его друзей — морж Уолли, Базз Баззард, Габби Гатор, диктор (дубляж компании «Селена Интернешнл» по заказу ОРТ, 1996 г.)[6][31][32][35]
- 1972—1973 — 80 дней вокруг света — Филеас Фогг (дубляж компании «Селена Интернешнл» по заказу ОРТ)[6][29]
- 1978—1979 — Большое путешествие Болека и Лёлека — половина всех персонажей (вместе с Владимиром Ферапонтовым) (дубляж компании «Селена Интернешнл» по заказу ОРТ, 1996 г.)[6]
- 1992 — Том и Джерри: Фильм — Том (дубляж компании «Селена Интернешнл» по заказу ОРТ, 1997 г.)[6][35]
- 1994—1995 — Аладдин — Амин Дамула («Плата за страх»), эпизодические персонажи[27]
- 1994—1995 — Альберт — пятый мушкетёр — Капитан де Тревиль, Портос[29][31]
- 1998—2001 — Котопёс — Кот (за исключением серий «Великая тайна происхождения» (части 1, 2, 3), «Котодакула», «День дурачков», «Назад в школу») (дубляж студии «Электрошок» по заказу компании International Telcell (Nickelodeon),1999-2004 годы)[6][27][31][32]
- 1999—2000 — Новое шоу Дятла Вуди — капитан Красноголовый, Базз Баззард, морж Уолли, Смедли, половина мужских ролей (дубляж компании «Селена Интернешнл» по заказу СТС, 2001—2003 годы)[36]

## Документальные фильмы
- «Валентин Смирнитский. „Больше, чем Портос“» («Первый канал», 2009)[37]
- «Валентин Смирнитский. „Портос на все времена“» («Первый канал», 2014)[38][39]
- «Валентин Смирнитский. „Пан или пропал“» («ТВ Центр», 2014)[40]
- «Валентин Смирнитский. „Кодекс мушкетёра“» («Первый канал», 2019)[41][42]
- «В главной роли»: Валентин Смирнитский (Канал «Москва 24»)[2].

## Признание и награды
- Заслуженный артист РСФСР (1991) — за заслуги в области советского театрального искусства[43]
- Народный артист Российской Федерации (2005) — за заслуги в области театрального искусства[44]